# كويتيجي
كويتيجي بلدية في ولاية بارايبا في المنطقة الشمالية الشرقية من البرازيل.